# سان مارينو (كاليفورنيا)
سان مارينو (بالإنجليزية: San Marino)‏ هي إحدى مدن مقاطعة لوس أنجلوس، كاليفورنيا. تم إعطاءها لقب مدينة في 25 أبريل، 1913.

## أعلام
- روبرت ميليكان
- ميخائيل كاثروود
- ستيفن جي. كابلان
- أندرو بارك
- مايك شاندلير